# Cattleya gloedeniana
Cattleya gloedeniana là một loài thực vật có hoa trong họ Lan. Loài này được (Hoehne) Van den Berg mô tả khoa học đầu tiên năm 2008.